# Милоевич, Горан
Горан Милоевич (серб. Горан Милојевић; род. 6 декабря 1964[…], Аранджеловац) — югославский футболист и тренер.

## Карьера футболиста
Выступал на позиции атакующего полузащитника. На родине Милоевичу посчастливилось выступать за двух грандов югославского футбола — «Црвену Звезду» и «Партизан». В 1990 году игрок перебрался в Европу. После одного сезона во французском «Бресте» Милоевич на несколько лет перебрался в Испанию, где он выступал за клубы из разных лиг: «Мериду», «Мальорку», «Сельту» и «Вильярреал».

## В сборной
В состав сборной Югославии хавбек вызывался в рамках отборочного этапа чемпионата мира 1990 года. Однако вызова на итальянский мундиаль Милоевич так и не получил. Всего за национальную команду он провёл два матча.

## Карьера тренера
В качестве главного тренера Горан Милоевич дебютировал в 2001 году в «Железнике». Затем он возглавлял ряд других сербских команд. В 2008—2009 году был главным тренером «Мериды». Некоторое время специалист трудился с коллективами из Словакии, Черногории и Кипра. В 2019 году возглавил сборную Филиппин.

## Достижения

### Футболиста
- Чемпион Югославии (2): 1983/84, 1987/88.
- Обладатель Кубка Югославии (2): 1984/85, 1988/89.
- Обладатель Кубка часов (1): 1989.

### Тренера
- Финалист Кубка Черногории (1): 2013/14.

## Семья
Младший брат Милоевича Владан (1970 г.) стал футболистом. Сейчас он является главным тренером «Црвены Звезды». Сын Горана Стефан (род. 1991) также пошёл по стопам отца. Он выступал за многие команды, с которыми работал Милоевич.